# Walter H. Albaugh
 Walter Hugh Albaugh (* 2. Januar 1890 in Phoneton, Miami County, Ohio; † 21. Januar 1942 in Troy, Ohio) war ein US-amerikanischer Politiker. In den Jahren 1938 und 1939 vertrat er den Bundesstaat Ohio im US-Repräsentantenhaus.

## Werdegang
Walter Albaugh besuchte die öffentlichen Schulen seiner Heimat und die dortige High School. In den Jahren 1910 und 1911 war er in der Baubranche tätig sowie als Vermesser des Öllandes in Ohio und West Virginia. Nach einem anschließenden Jurastudium an der Ohio State University in Columbus und seiner 1914 erfolgten Zulassung als Rechtsanwalt begann er in Troy in diesem Beruf zu arbeiten. Zwischen Mai und Dezember 1918 diente er während der Endphase des Ersten Weltkrieges in einer Infanterieeinheit der amerikanischen Streitkräfte. Nach dem Krieg schlug er als Mitglied der Republikanischen Partei eine politische Laufbahn ein. Zwischen 1921 und 1925 war er Abgeordneter im Repräsentantenhaus von Ohio.
Nach dem Rücktritt des demokratischen Abgeordneten Frank Le Blond Kloeb wurde Albaugh bei der fälligen Nachwahl für den vierten Sitz von Ohio als dessen Nachfolger in das US-Repräsentantenhaus in Washington, D.C. gewählt, wo er am 8. November 1938 sein neues Mandat antrat. Da er bei den regulären Kongresswahlen des Jahres 1938 nicht mehr kandidierte, konnte er bis zum 3. Januar 1939 nur die laufende Legislaturperiode im Kongress beenden.
Nach dem Ende seiner Zeit im US-Repräsentantenhaus praktizierte Albaugh wieder als Anwalt. Er starb am 21. Januar 1942 in Troy und wurde in Dayton beigesetzt.